# ۱۸۹۰

## رویدادها
- خلق اثر رومئو و ژولیت توسط فرانک دیکسی، نقاش و طراح بریتانیایی با اقتباس از نمایشنامه رومئو و ژولیت، اثر جاودانه ویلیام شکسپیر.همچنین اولین بار صندلی الکتریکی مورد استفاده قرار گرفت که با آن اعدام ویلیام کملر در ایالات متحده آمریکا انجام شد

## زادروزها
- ۲۵ اکتبر - فلوید بنت، هوانورد آمریکایی
- 16 ژوئن - آرتور استنلی جفرسون یا استن لورل ،  کمدین سینمای آمریکا
- ۲۴ فوریه – مارجوری ماین، بازیگر آمریکایی (د. ۱۹۷۵)
- ۱۱ مارس – ونیوار بوش، دانشمند و مهندس آمریکایی (د. ۱۹۷۴)
- ۲۶ آوریل – ادگار کندی، بازیگر و کارگردان آمریکایی (د. ۱۹۴۸)
- ۱۰ مه – آلفرد یودل، سرباز و سیاست‌مدار آلمانی (د. ۱۹۴۶)
- ۱۹ مه – هو شی مین، نویسنده و شاعر ویتنامی (د. ۱۹۶۹)
- ۲۳ مه – هربرت مارشال، بازیگر بریتانیایی (د. ۱۹۶۶)
- ۱ ژوئن – فرانک مورگان، بازیگر آمریکایی (د. ۱۹۴۹)
- ۱۰ ژوئن – ویلیام آ. سی تر، کارگردان آمریکایی (د. ۱۹۶۴)
- ۲۵ ژوئن – شارلوت گرینوود، بازیگر آمریکایی (د. ۱۹۷۷)
- ۲۰ ژوئیه – ورنا فلتون، صداپیشه و بازیگر آمریکایی (د. ۱۹۶۶)
- ۱۸ اوت – والتر فونک، بانکدار، ژورنالیست، اقتصاددان، و سیاست‌مدار آلمانی (د. ۱۹۶۰)
- ۲۰ اوت – هوارد فیلیپس لاوکرفت، نویسنده آمریکایی (د. ۱۹۳۷)
- ۲ اکتبر – گروچو مارکس، بازیگر آمریکایی (د. ۱۹۷۷)
- ۱۳ اکتبر – کنراد ریختر، نویسنده آمریکایی (د. ۱۹۶۸)
- ۲۹ اکتبر – هانس والنتین هوبه، سرباز آلمانی (د. ۱۹۴۴)
- ۲۰ نوامبر – جان کیرک، دوچرخه‌سوار اهل بریتانیا (د. ۱۹۵۱)
- ۲۲ نوامبر – شارل دو گل، سرباز و سیاست‌مدار فرانسوی (د. ۱۹۷۰)
- ۵ دسامبر – دیوید بومبرگ، نقاش بریتانیایی (د. ۱۹۵۷)
- ۲۰ دسامبر – یاروسلاو هیروفسکی، شیمی‌دان اهل جمهوری چک (د. ۱۹۶۷)

## مرگ‌ها
- ۲۹ ژوئیه - ونسان ونگوگ نقاش هلندی

## منبع
Wikipedia contributors, "1890," Wikipedia, The Free Encyclopedia, http://en.wikipedia.org/w/index.php?title=1890&oldid=206687256